# لوسيوس أورليوس فيروس

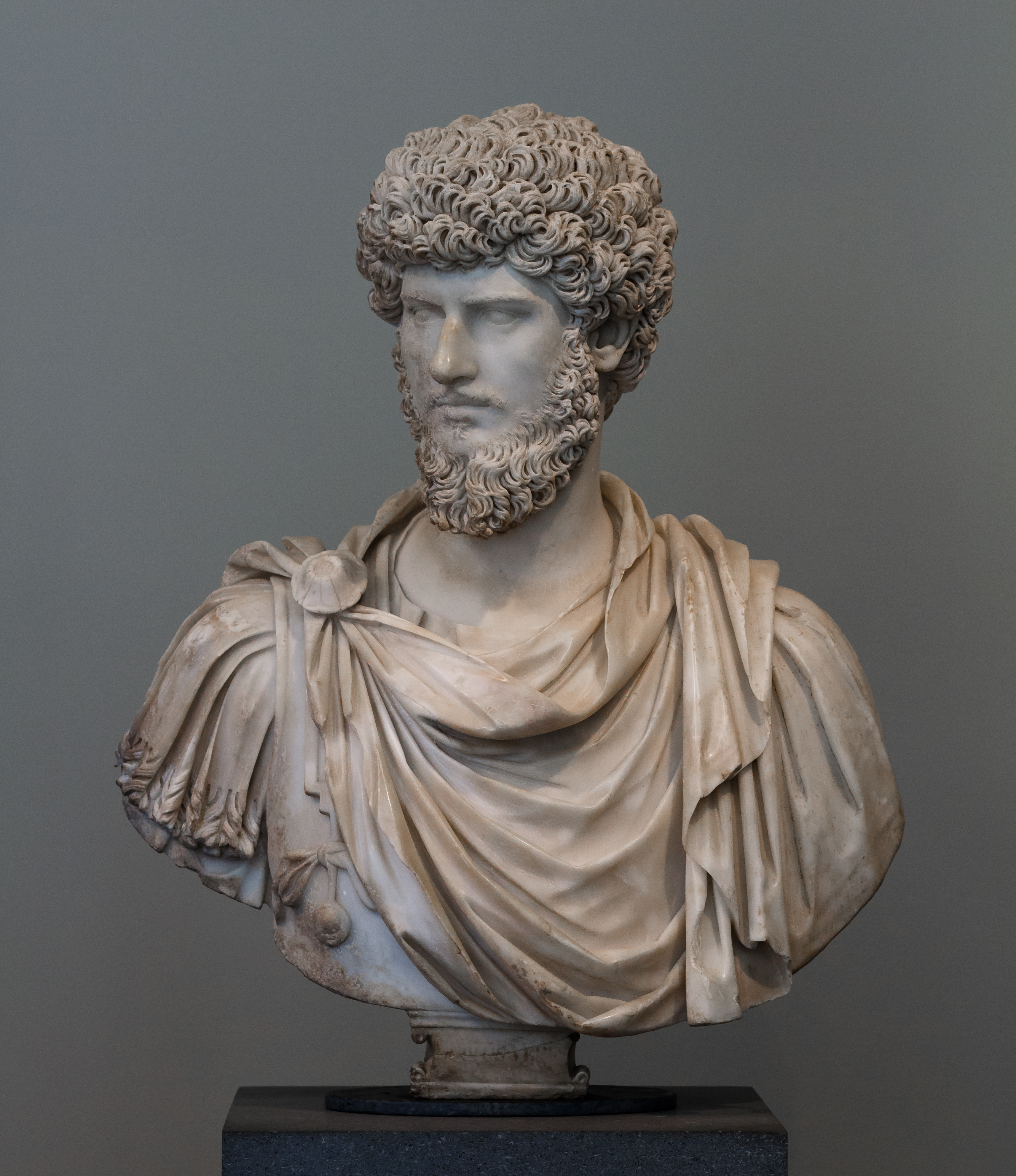
تمثال لوسيوس أورليوس فيروس

لوسيوس أورليوس فيروس ولد في روما يوم 15 ديسمبر 130 و توفي سنة 169 ميلادي كان الامبراطور الروماني من 161 من 169 ميلادي. ولد لوسيوس سينيس كومودوس، مع نفس اسم والده، أصبح لوسيوس اليوس كومودوس عندماتم تبنيه هذا الأخير من قبل هادريان،عندما تم تبنيه من قبل القيصر انطونيوس بيوس في فبراير 138، تم تغيير اسمه إلى اليوس أوريليوس كومودوس.
وُلد في 15 ديسمبر 130، وكان الابن الأكبر للوسيوس أيليوس قيصر، أول ابن متبنى لهادريان ووليّ عهده. نشأ وتلقى تعليمه في روما، وشغل عدة مناصب سياسية قبل وصوله إلى العرش. بعد وفاة أبيه البيولوجي في 138، تبناه أنتونينيوس بايوس، الذي كان نفسه قد تبناه هادريان. توفي هادريان لاحقًا في ذاك العام، وخلفه أنتونينيوس بايوس إلى العرش. حكم أنتونينيوس بايوس الإمبراطورية حتى عام 161، وعندما توفي، خلفه فيروس وأخوه بالتبني ماركوس أوريليوس.
بصفته إمبراطورًا، كان معظم عهده مكرسًا لإدارته الحرب الرومانية الفرثية التي انتهت بنصر روماني مع بعض المكاسب الإقليمية. بعد تدخل أولي في الحروب الماركومانية، أصابه المرض ومات في عام 169. ألّهه مجلس الشيوخ الروماني وسماه فيروس الإلهي (ديفيوس فيروس).

## نشأته وعائلته ومسيرته

### نشأته وعائلته
وُلد باسم لوسيوس سيونيوس كومودوس في 15 ديسمبر 130، وكان فيروس الابن البكر لأفيديا ولوسيوس أيليوس قيصر، أول ابنٍ متبنى الإمبراطور هادريان وولي عهده. وُلد ونشأ في روما. كان لفيروس أخ آخر، هو غايوس أفيديوس سيونيوس كومودوس، وأختين هما سيونيا فابيا وسيونيا بلوتيا. كان جداه لأمه السيناتور غايوس أفيديوس نيغرينيوس والسيدة النبيلة غير الموثقة بلوتيا. رغم أن هادريان جده لأبيه بالتبني، كان جداه البيولوجيين لأبيه القنصل لوسيوس سيونيوس كومودوس وإما أيليا أو فوندانيا بلوتيا.

### مسيرته
وقتما توفي أبوه في بداية عام 138، اختار هادريان أنتونينيوس بايوس (86 -161) ليكون خليفته. كان هادريان قد تبنى أنتونينيوس بشرط أن يتبنى أنتونينيوس فيروس وابن أخ هادريان الأكبر ماركوس أوريليوس ليصيرا ابنيه ووريثيه. بموجب هذا المخطط، بقي فيروس، الذي كان بالفعل حفيد هادريان بالتبني عبر والده الطبيعي، على هذا النحو من خلال والده الجديد، أنتونينيوس. كان تبني ماركوس أوريليوس على الأرجح اقتراح أنتونينيوس نفسه، نظرًا لأن ماركوس كان ابن أخ زوجة أنتونينيوس.
بعد وفاة هادريان مباشرة، تواصل أنتونينيوس مع ماركوس وطلب تعديل ترتيبات زواجه: تُفسخ خطبة ماركوس من سيونيا فابيا ويخطب بدلًا عنها فوستينا، ابنة أنتونينيوس. فُسخت خطبة فوستينيا لأخي لوسيوس كومودوس أيضًا. وافق ماركوس على طلب أنتونينيوس.
بصفته أميرًا وإمبراطورًا مستقبليًا، تلقى فيروس تعليمًا دقيقًا على يد النحويّ ماركوس كورنيليوس فرونتو. قيل إنه كان تلميذًا ممتازًا، ومولعًا بكتابة الشعر وإلقاء الخطب. بدأ فيروس عمله بالسياسة بصفة كويستور في عام 153، وصار قنصلًا في 154، وفي عام 161 صار قنصلًا ثانيةً وتولى ماركوس أوريليوس منصب شريكه الأكبر.

## إمبراطورًا

### ارتقاء لوسيوس وماركوس، 161
توفي أنتونينيوس في السابع من مارس 161، وخلفه ماركوس أوريليوس. كان ماركوس أوريليوس يحمل مودة عميقة لأنتونينيوس، كما يثبت في الكتاب الأول من التأملات. رغم أن مجلس الشيوخ كان مخططًا لتثبيت ماركوس وحده، فقد رفض تولي المنصب ما لم يحصل لوسيوس على سلطات مكافئة.
وافق مجلس الشيوخ ومنح لوسيوس الإمبريوم، وصلاحية الأطربون، واسم أغسطس. صار اللقب الرسمي لماركوس الإمبراطور قيصر ماركوس أوريليوس أنتونينيوس أغسطس، أما لوسيوس فتخلى عن اسمه كومودوس واتخذ اسم عائلة ماركوس، فيروس، ليصير الإمبراطور قيصر لوسيوس أوريليوس فيروس أغسطس. كانت أول مرة يحكم فيها روما إمبراطوران.
على الرغم من تكافئهما الاسمي، كان ماركوس يتمتع بأوكتوريتاس، أو سلطة، أكثر من فيروس. كان قد تولى منصب القنصل أكثر من لوسيوس بمرة، وشارك في حكومة بايوس، وكان الحبر الأعظم وحده. كان من الواضح للعامة أيّ هو الإمبراطور الأكبر. وكما كتب كاتبُ السيرة: «كان فيروس يمتثل لماركوس... كما يمتثل ملازم للبروقنصل، أو كما يمتثل حاكم للإمبراطور».
بعد إقرار مجلس الشيوخ لهما مباشرة، تابع الإمبراطوران إلى الكاسترا بريتوريا، معسكر الحرس البريتوري. خاطب لوسيوس الحرس المحتشدين، الذين آنذاك هللوا للزوج بصفتهما إمبراطورين. بعد ذلك، ومثل أي إمبراطور جديد منذ كلوديوس، وعد لوسيوس الجنود بهبة خاصة. بأي حال، كانت هذه الهبة ضعفي حجم سابقاتها: 20,000 سيسترتيوس (5,000 ديناريوس) للفرد، وأكثر للضباط. ردًا على هذه الجائزة، والتي كانت تكافئ أجر عدة سنوات، أقسم الجنود على حماية الإمبراطورين. ربما لم يكن الاحتفال ضروريًا بالكامل، نظرًا لأن ارتقاء ماركوس كان سلميًا وبدون معارضة، لكنه كان ضمانًا جيدًا ضد المشكلات العسكرية اللاحقة.
كانت مراسم جنازة بايوس، بكلمات كاتب السيرة: «مُسهبة». لو حذت جنازته حذو الجنازات السابقة، لحُرق جسده على محرقة في كامبوس مارتيوس، بينما ترتفع روحه إلى موطن الآلهة في السماوات. رشح ماركوس ولوسيوس أباهما للتأليه. على نقيض سلوكهم في حملة بايوس لتأليه هادريان، لم يعارض مجلس الشيوخ رغبة الإمبراطورين.
عُين فلامين، أو كاهن طائفة، لخدمة طائفة بيوس المؤله، الذي صار ديفيوس أنتونينيوس. سُجيت رفات بايوس لترقد في ضريح هادريان، إلى جانب رفات أولاد ماركوس وهادريان نفسه. تحول المعبد الذي كرسه لزوجته، ديفا فوستينا، إلى معبد أنتونينيوس وفوستينا. ما يزال موجودًا تحت اسم كنيسة سان لورينزو في ميراندا.

### بداية حكمه 161- 162
بُعيد ارتقاء الإمبراطورين، خُطبت ابنة ماركوس ذات الأحد عشر عامًا، آنيا لوسيلا، إلى لوسيوس (رغم أنه كان من الناحية الرسمية عمها). في المراسم التي أحيَت الحدث، وُضعت أحكام جديدة لدعم الأطفال الفقراء، على غرار الأسس الإمبراطورية السابقة. أثبت ماركوس ولوسيوس شعبيتهما بين سكان روما، الذين وافقوا بشدة على سلوكهما المدني (الذي يفتقر إلى التكبر).
سمح الإمبراطوران بحرية التعبير، بدليل أن الكاتب الكوميدي مارولوس كان قادرًا على انتقادهما من دون أن يتعرض للعقاب. في أي وقت آخر، وفي ظل أي إمبراطور آخر، كان ليُعدم. لكنه كان وقتًا مسالمًا، وقتًا مسامحًا. وهكذا، كما يقول كتاب السيرة: «لم يفتقد أحدٌ أساليب بايوس المتساهلة».